# Банско
 Тази статия е за града в България.  За селото в Северна Македония вижте Банско (община Струмица).  
Ба̀нско е град в Югозападна България, административен център на община Банско, област Благоевград. В XIX век е център на българщината в Разлога на територия, граничеща с гръцко и турско население. Градът е известен зимен курорт. По данни на ГРАО към 15 септември 2023 г. в града живеят 9022 души по настоящ адрес и 9624 души по постоянен адрес.

## География
Банско се намира в подножието на Северен Пирин на 927 m надморска височина. Отдалечен е на 56 km от Благоевград, 145 km от Пловдив и 150 km от София. Близо до града започва националният парк Пирин. През Банско протича река Глазне. Климатът е планински и позволява задържане на снежната покривка от декември до април, а алпийският характер на Пирин планина обезпечава отличните условия за професионален и любителски ски спорт. Има гара на железопътната теснолинейка Септември - Добринище. Югозападно от града има минерални води.

### Климат
| Климатични данни за град Банско    | Климатични данни за град Банско | Климатични данни за град Банско | Климатични данни за град Банско | Климатични данни за град Банско | Климатични данни за град Банско | Климатични данни за град Банско | Климатични данни за град Банско | Климатични данни за град Банско | Климатични данни за град Банско | Климатични данни за град Банско | Климатични данни за град Банско | Климатични данни за град Банско | Климатични данни за град Банско |
| Месеци                             | яну.                            | фев.                            | март                            | апр.                            | май                             | юни                             | юли                             | авг.                            | сеп.                            | окт.                            | ное.                            | дек.                            | Годишно                         |
| Средни максимални температури (°C) | 2,2                             | 4,7                             | 8,7                             | 14,8                            | 19,7                            | 23,1                            | 25,5                            | 22,5                            | 22,6                            | 16,5                            | 10,0                            | 4,7                             | 14,9                            |
| Средни температури (°C)            | −1,9                            | 0,0                             | 3,4                             | 8,7                             | 13,3                            | 16,8                            | 18,9                            | 18,7                            | 14,7                            | 9,9                             | 5,2                             | 0,3                             | 9,00                            |
| Средни минимални температури (°C)  | −6,1                            | −4,4                            | −1,4                            | 2,9                             | 7,6                             | 7,5                             | 12,0                            | 8,7                             | 9,0                             | 4,6                             | 1,2                             | −3,9                            | 3,6                             |
| Средни месечни валежи (mm)         | 71                              | 59                              | 52                              | 56                              | 65                              | 57                              | 42                              | 31                              | 37                              | 65                              | 79                              | 80                              | 694                             |
| ---------------------------------- | ------------------------------- | ------------------------------- | ------------------------------- | ------------------------------- | ------------------------------- | ------------------------------- | ------------------------------- | ------------------------------- | ------------------------------- | ------------------------------- | ------------------------------- | ------------------------------- | ------------------------------- |
| Източник:                          |                                 |                                 |                                 |                                 |                                 |                                 |                                 |                                 |                                 |                                 |                                 |                                 |                                 |

## История
На 2 километра югозападно от града, в местността „Шипотско“, са открити останки от антична и средновековна църква. Тя е построена в края на IV или началото на V век, вероятно върху по-ранен тракийски строеж, като около нея е развит некропол с над 150 гроба. Античната църква е разрушена през VI век, възстановена е след XII век и отново е разрушена от османците.
През XVIII-XIX век Банско поддържа оживени връзки с Рилския манастир. В селището функционира метох, където известно време е духовник Йосиф Строителя. Поклоннически групи от Банско даряват щедро манастира. През 1840 година от тях се получават 4310 гроша. Банските зографи Молерови се прославят със своите фрески в църквата и параклисите на манастира и иконите, които изработват за него. От Банско се доставят храни за братството – фасул, сапун, зехтин и други. През 1852 година банскалията Тодор монтира железен дарак за манастира в село Рила.
Около 1850 година е основана Банската българска православна община – организация на местното българско самоуправление, като продължение на сформирания през 1833 година общоселски обществен съвет начело с Лазар Герман за осигуряване на средства, материали и работна сила за строежа и изписването на църквата „Света Троица“, осветена през 1835 година. В ръководството на общината влизат влиятелни представители на търговско-занаятчийското съсловие. През 60-те и 70-те години на XIX век общината оглавява борбата срещу гръцките църковни власти за независимост на българската църква и за развитие на просветното дело в селото. По нейна инициатива през 1857 година се изгражда нова училищна сграда, взаимното училище се преустройва в класно, разпространяват се възрожденски вестници и книжнина. Общината организира строежа на камбанарията на църквата „Света Троица“ през 1850 година и монтирането на часовников механизъм през 1865 година.
Според свидетелства на посетили Банско през 1867 година американски мисионери, той има 4 – 5 хиляди жители българи, които ги посрещат благосклонно. През 70-те г. заедно с други общини от Разложко дава отпор на протестантската пропаганда. Банската българска община подпомага материално семействата, пострадали при потушаването на Кресненско-Разложкото въстание от 1878 – 1879 и Илинденско-Преображенското въстание от 1903 година.
В „Етнография на вилаетите Адрианопол, Монастир и Салоника“, издадена в Константинопол през 1878 година и отразяваща статистиката на населението от 1873 година, Бранско (Bransko) е посочено като село със 798 домакинства и 2700 жители българи.
Георги Стрезов за Банско (1891):
| „ | Банско, паланка по-голяма от Мехомия, на Ю 1 час. Път равен и широк. Банско е разположено на едно възвишение; има добър изглед, по-добър от Мехомия. Чаршия няма; ханове всред Банско има 5. Водата тук е изобилна; всяка улица и поток, всякой път и чешма. Къщите повечето са каменни и двуетажни. Сред селото се издига прекрасна църква св. Троица със звънарница от дялан камък. Има и часовник градски, направен от саморасъл инженер и машинист, Т. Х. Радонов. Училището не е далеч от църквата, ново грамадно здание, в което биха се поместили до хилядо ученика; двор широк. Учителите са 6 души с 300 ученика; девическо училище, малко по-далеч, с 2 учителки и до 150 ученички. До 1887 г. двете училища били съединени, тогаз първо се отделили и се образували I и II клас във време на учителите Самарджиев и Боянов. Протестантите, около 50 къщи, имат свое училище и молитвен дом. Главното занятие на жителите е земледелие. Табъклъкът, който някога е бил в добро състояние, сега занимава 50 души в 3 табакхани. Други занаятчии има всякакви. Забележителни са гигантският ръст, яката структура, руменият изглед и вроденото остроумие на жителите. Мнозина без никаква наука са направили фабрики за вълна, машини за вършение и др. Не по-малко изкусни са дърводелците. По мекия си характер банскалиите се отличават от другите разложане; същата разлика се забелязва и в говора. В Банско и Белица се говори, че има хора, които специално се занимават с правение на калпави пари; тоя занаят бил стар в мястото. Забележете, че има много изкусни железари. Дърводелството значително е напреднало: ковчези, столове и др. изделия разнасят се по цяла Македония и по България. Освен речената църква има още една стара при гробищата. Къщи 1200, само българе. | “ |

Съгласно известната статистика на Васил Кънчов („Македония. Етнография и статистика“) към 1900 година Банско е най-голямото селище в Разложката каза. В него живеят 6500 българи християни.
При избухването на Балканската война в 1912 година 131 души от Банско са доброволци в Македоно-одринското опълчение. По време на войната общината организира събирането на храна и облекло за българската войска и за доброволческите чети на ВМОРО. Банско е освободено на 5 октомври 1912 година с помощта на чети, водени от Йонко Вапцаров, Христо Чернопеев, Георги Занков, Михаил Чаков, Пейо Яворов, Стефан Чавдаров, Лазар Колчагов и др. Два дена по-късно войводата Пейо Яворов поздравява банскалии като свободни жители на България с думите „Братя, хвърляйте фесовете, от днес сте вече свободни българи“. Фразата е изписана на паметна плоча в двора на църквата.
За първи кмет (председател на общинската комисия) е избран Асен Ив. Тодев, а членове на комисията са Лазар Гълъбов и Марко Ковачев.
През 1914 г. село Банско официално е обявено за град.

## Население
Численост на населението според преброяванията през годините:
| \| Година на преброяване \| Численост \| \| --------------------- \| --------- \| \| 1934 \| 5540 \| \| 1946 \| 6161 \| \| 1956 \| 6805 \| \| 1965 \| 7851 \| \| 1975 \| 10 015 \| \| 1985 \| 9978 \| \| 1992 \| 9385 \| \| 2001 \| 9321 \| \| 2011 \| 9019 \| \| 2021 \| 9062 \| |           |
| Година на преброяване | Численост |
| 1934 | 5540      |
| 1946 | 6161      |
| 1956 | 6805      |
| 1965 | 7851      |
| 1975 | 10 015    |
| 1985 | 9978      |
| 1992 | 9385      |
| 2001 | 9321      |
| 2011 | 9019      |
| 2021 | 9062      |

### Етнически състав
Преброяване на населението през 2011 г.
Численост и дял на етническите групи според преброяването на населението през 2011 г.:
|                     | Численост | Дял (в %) |
| Общо                | 9019      | 100       |
| Българи             | 8208      | 91,1      |
| Турци               | 3         | 0,04      |
| Роми                | 196       | 2,32      |
| Други               | 32        | 0,38      |
| Не се самоопределят | 21        | 0,25      |

### Население по възраст
Население по възраст според преброяванията на населението през годините (в %):
|      | 0 – 14 г. | 15 – 64 г. | над 65 г. |
| 2011 | 12,37%    | 70,84%     | 16,79%    |

## Туризъм
Най-високата точка на ски-центъра е 2560 m, а най-ниската – 1000 m. В Банско има 75 km ски трасета, от които за начинаещи са 35%, 40% за напреднали и 25% за опитни скиори и сноубордисти. Оборудвани с машини за изкуствен сняг са 80% от трасетата. Ски центърът предлага и 16 km ски път, оборудван с машини за изкуствен сняг и осветление, свързващ високите части на курорта с града. Функционират още кабинкова въжена линия с капацитет на кабинка до 8 души, един 6-седалков лифт, шест 4-седалкови лифта, един 3-седалков лифт, шест ски-влека и десет детски ски-влека.

## Религии
Основната изповядвана религия в Банско е християнството. Освен православни, съществува голяма конгрешанска общност от протестанти, част от Съюза на евангелските съборни църкви, която е създадена през 1868 г. Циганите в Банско отбелязват както християнски, така и мюсюлмански празници.
Църквата „Света Троица“ в града е осветена в 1835 година. Югоизточно от Банско се намират късносредновековите църкви „Свети Георги“ и „Свети Илия“.

## Образование

### Училища
- Начално училище „Св. Паисий Хилендарски“
- Средно училище „Неофит Рилски“
- Професионална гимназия по електроника и енергетика (Банско)
- Професионална гимназия по стопанство и туризъм „Алеко Константинов“
- Професионална лесотехническа гимназия „Никола Вапцаров“

## Спорт
В Банско се провежда кръг от Световната купа по ски алпийски дисциплини през 2009 г. и ежегодно от 2011 г. Организират се състезания по биатлон и канадска борба. Футболният отбор ФК Банско участва във В група на българското футболно първенство.

## Побратимени градове
Банско е побратимен град или партньор с:
- Амфиполис, Гърция
- Димотика, Гърция
- Доксат (Доксато), Гърция[23]

## Забележителности
Специфична характеристика в архитектурата на града е Банската укрепена къща. В града се намират следните забележителности от Стоте национални туристически обекта на Българския туристически съюз:
- Велянова къща, 9:00 – 12:00 и 14:00 – 17:00 ч.; почивни дни събота и неделя. Печатът се намира в къща музей „Никола Вапцаров“.
- Къща музей „Неофит Рилски“, работно време: 9:00 – 12:00 и 14:00 – 17:00 ч. без почивен ден. Печатът се намира в музей „Никола Вапцаров“.
- Къща музей „Никола Вапцаров“, 8:00 – 12:00 и 14:00 – 18:00 ч. без почивен ден. Има печат.
- Постоянна иконна изложба „Банска художествена школа“, работно време: 9:00 – 12:00 и 14:00 – 17:00 ч.; почивни дни събота и неделя. Печатът се намира в музей „Никола Вапцаров“; църква „Св. Троица“, 7:30 – 18:00 ч.; зимно време до 17:00 ч. Има печат.
- Безименният град и ранно-християнска базилика – в местността Свети Никола, на 4 км източно от Банско се намира най-високата част на открит град-крепост – Безименния град. След направени археологически разкопки е открит некропол и скелети с внушителни размери – близо 2 м височина. За времето си, когато средният ръст на човек е бил доста по-нисък, това е било нещо невиждано – буквално хора гиганти. Предполага се, че там е живяло войнственото тракийското племе Даи, споменато от Омир в „Илиада“. Открити са още много артефакти: богат глинен и керамичен материал, монети, стъклени предмети /свидетелстващи, че селището е било населявано от богати хора, тъй като тогава все още стъклото е било рядък и скъп материал/, украшения, оръжия и сечива. От града са разкрити много помещения на сгради – предимно складове. При проучването на земни пластове на дълбочина 3 м са открити следи от човешка дейност, датирани до 5000 година пр. Хр., когато местността е била обитавана от предците на траките. Селището, което се е намирало тук, е било голямо за онова време, заможно, а местоположението му не е било случайно избрано. В случай на вражеско нападение, заселниците му са разчитали на добрата видимост към съседните местности /цялата днешна Разложка котловина се вижда като на длан/, а на изток и север – на защитата, осигурена от непристъпните скали. От южната му страна, която е била по-уязвима, е имало изградена крепостна стена. Наличието на ранно-християнски храм доказва, че градът е съществувал и през късната античност. Там е разположена базилика, която представлява едноапсидна и еднокорабна ранно-християнска църква. Върху стария храм днес е издигнат параклисът Свети Никола. Тъй като не са открити никакви данни за името на това селище, то е известно като Безименния град.[24]
- Коюви къщи, ансамбъл от възрожденски постройки

### Музеи
Неповторимото историческо, архитектурно и художествено наследство, както и бележитите личности са представени с най-съвременни средства. Комплексът включва:
- Къща музей „Никола Вапцаров“
- Дом на изкуствата
- Етнографска изложба-базар
- Постоянна иконна изложба
- Къща музей „Неофит Рилски“
- Градски исторически музей
- Исторически музей, с. Елешница, с богати находки от неолита (VI – IV хил. г. пр. Хр.)

## Редовни събития
- 1 януари: „Честита Нова година“ – празничен фолклорен концерт, традиционен кукерски карнавал
- януари: сноуборд за купа „Банско“ – всички възрастови групи, валидно за купа „България“ и купа „Надежди“, дисциплина Big Air
- февруари: Ски алпийски дисциплини – национална купа „Капи“, купа „Пирин“ за момчета и момичета 10 – 14 г. Дисциплина 2 SL, 2 GS. Категория КН
- февруари: Национален конкурс за ледени скулптури „Огън от лед“
- февруари: Държавно първенство по сноуборд. Вид дисциплина HALFPIPE
- февруари: BALKAN OPEN CUP – ски алпийски дисциплини. Мъже и жени. Дисциплина 2 SL, 2 GS. Категория FIS
- март: Купа „Пирин“ – ски бягане. Всички възрастови групи. Категория КБ, КН
- март: Държавно първенство по сноуборд. Вид дисциплина 2 SBX. Всички възрастови групи. Категория FIS, NC, КБ, КН
- април: Държавно първенство по ски алпийски дисциплини. Мъже, жени, юноши, девойки. Дисциплина SL, GS, 2 GS. Категория КБ
- април: Републиканско първенство по биатлон
- април: Национална купа „Пирин“. Ски алпийски дисциплини. Мъже и жени. Дисциплина SL, GS. Категория КБ
- 18 – 24 април: прояви, посветени на Седмицата на гората
- май: BANSKO OPEN 2005 – европейски турнир по канадска борба
- 17 – 24 май: Празници на банската традиция – ежегодно в Банско дните от 17 до 24 май се посвещават на местния бит и култура. Тогава се провежда традиционната празнична банска седмица за откриване на летния сезон. Организират се етнографски, културни и изобразителни изложби, тематични вечери и изложения (напр. „Произведено в Банско“) като по оригинален начин се представят бита, традициите, хумора и фолклора в Банско.[25]
- май: Фолклорен фестивал „Между три планини“ – едновременно с празниците на банската традиция се провежда фестивалът за автентичен фолклор „Между три планини“, където се надпяват и надиграват над 300 танцови и певчески групи. През годините фестивалът набира популярност в други страни и става международен.[25]
- 01 – 4 юни: Кампания „Зелена седмица“, посветена на Световния ден на околната среда 5 юни. Провежда се в Банско, с. Добринище и в района на термалните извори
- юли: футболен турнир
- 1 – 7 юли: Летен театрален фестивал
- август: Златна Армрестлинг лига – състезание по канадска борба
- 8 – 13 август: Международен джаз фестивал, съществува от 1997 г., на открита сцена в центъра на града, безплатен за публиката. През годините в Банско са гостували Скот Хамилтън, Игор Бутман, Шарл Папазов, Аксел Цвингербергер, Милчо Левиев, Марио Станчев, Йълдъз Ибрахимова, Теодосий Спасов, Антони Дончев и още мн. др. големи имена от световната и българска джаз-сцена.
- септември: Детски фестивал – празник за децата на града, подарен от Манфред Дийл, собственик на хотел „Танне“
- септември: Пирин фолк България – Банско. Международен фестивал на българската авторска песен. Традиционно в конкурса участват изпълнители от Балканите
- 5 октомври – Ден на град Банско
- ноември: Международен Фестивал на Изкуствата „Утринна Звезда“
- 25 – 29 ноември 2009: Девети международен фестивал на планинарския филм
- 7 декември: „Поети с китара“ – концерт-рецитал, посветен на Никола Вапцаров
- декември – коледни и новогодишни тържества

## Пешеходни маршрути и еко пътеки

### Маршрути
- Маршрут № I, червена маркировка /част от международен маршрут Е-4 Пиренеи – Алпи – Рила – Пирин – Пелопонес/: х. „Предел“ – х. „Яворов“ /6 часа/ – х. „Вихрен“ /9 часа/ – заслон Тевно езеро /6,5 часа/ – х. „Пирин“ /4 часа/ – м. Попови ливади /7 часа/;
- Маршрут № II, жълта маркировка: разклон за х. „Яворов“ /главния път от гр. Благоевград за гр. Разлог/ – гр. Кресна /10,5 часа/;
- Маршрут № III, жълта маркировка: гр. Банско – м. Пещерите – х. „Бъндерица“ – х. „Вихрен“ – х. „Яне Сандански“ /9 часа/;
- Маршрут № IV, синя маркировка: гр. Банско – х. „Демяница“ – х. „Беговица“ – х. „Яне Сандански“ /11 часа/;
- Маршрут № V, зелена маркировка: гр. Добринище – х. „Гоце Делчев“ – х. „Безбог“ – х. „Пирин“ – гр. Мелник /17 часа/;
- Маршрут № VI, кафява маркировка: м. Пещерата – заслон „Синаница“ – м. Мозговица – х. „Беговица“ – м. Азмаците – х. „Пирин“ /11 часа/;
- Маршрут № VII – зелена маркировка: х. „Бъндерица“ – м. Премката /2,5 часа/;
- Маршрут № VIII, синя маркировка: х. „Вихрен“ – х. „Синаница“ /4 часа/;
- Маршрут № IX, зелена маркировка: х. „Вихрен“ – х. „Демяница“ /4 часа/;
- Маршрут № X, зелена маркировка: Превалски езера – м. Попина лъка /2 часа/;
- Маршрут № XI, жълта маркировка: х. „Демяница“ – х. „Безбог“ /4,5 часа/;
- Маршрут № XII, жълта маркировка: х. „Беговица“ – х. „Пирин“ /4,5 часа/;
- Маршрут № XIII, синя маркировка: х. „Пирин“ – х. „Малина“ – м. Водопоя – м. Попови ливади /6 часа/;
- Маршрут № XIV, синя маркировка: м. Брезнишки чал – Попово езеро – заслон Тевно езеро /9,5 часа/;
- Маршрут № XV, синя маркировка: с. Сенокос – м. Ширината – връх Пирин /3 часа/;
- Маршрут № XVI, зелена маркировка: х. „Яворов“ – м. Яворова поляна /50 минути/;
- Маршрут № XVII, кафява маркировка: м. Харами бунар – Попово езеро /3 часа/;
- Маршрут № XVIII, жълта маркировка: м. Изворите /Кременски езера/ – връх Джано /2,5 часа/;
- Маршрут № XIX, зелена маркировка: заслон Тевно езеро – м. Беговишка порта /1 час/;
- Маршрут № XX, синя маркировка: м. Бетеловото – м. Калята /1 час/.[26]

### Еко пътеки
- Еко пътека „Демянишка река разказва...“ – тя започва на 3 км по пътя Банско към х. „Вихрен“ и следва коритото на р. Демянишка, като към края си достига почти до изворите ѝ (Валявишките езера, на 2400 м надм. височ.). Това е една класическа пълноводна река, с обща дължина 14 км. На малко повече от километър преди крайната точка – х. „Демяница“ – се намират два красиви водопада, обявени през 1965 г. за природни забележителности. Първият е Юленски скок, с височина 9 м. Вторият е Демянишки скок, с височина 11 м. Малко след тях е х. „Демяница“. Оттук може да се продължи към х. „Яне Сандански“ или да се нощува. Разстоянието от Банско до х. Демяница се изминава средно за 4 – 5 ч. Маршрутът е сравнително труден и продължителен, но преминава през изключително красив район – това е една от най-атрактивните еко пътеки в Пирин планина;
- Еко пътека „Към Башлийца“ – една сравнително нова и не достатъчно позната сред туристите еко пътека. От Сандански по асфалтов път се тръгва към м. Попина лъка. След 3 – 4 км вървене – първоначално по асфалтов и бетониран участък, а впоследствие и по черен калдаръмен път – се достига до началната ѝ точка – х. „Яне Сандански“. Еко пътеката се вие покрай коритото на река Башлийца, в изключително живописна долина. Преминава край Попинолъшкия водопад, а навсякъде има поставени информационни табели за геоложките особености на Пирин, растителните и животински видове, които се срещат в района. На края се достига до заслон „Спано поле“. Продължителността на прехода е 2,5 ч.;
- Еко пътека „Драгостинов чарк“ – тя е специално създадена и оборудвана с всичко необходимо за хора с увреждания – има специална настилка, походи към кътовете за отдих, тоалетни, паркинг, детска площадка и информационни табели, изработени съобразно изискванията за достъп до околната среда. Еко пътеката преминава през м. Драгостинов чарк, на 4 км над град Банско, в непосредствена близост до асфалтовия път за х. „Вихрен“;
- Еко пътека „Към Царството на еделвайса“ – пътеката тръгва от местността Бетолово над град Разлог. Тя е маркирана и пеш може да се мине за 3 – 4 часа. До хижа „Яворов“ може да се стигне с кола, също и с велосипед. Един ден е достатъчен за отиване и връщане, но при желание може да се нощува в х. „Яворов“, която предлага отлични условия. По тази пътека разкрива красотата не само на Рила и Пирин, а и на цялата Разложка котловина, през която минава и р. Места. Еко пътеката е образователна, обозначена със следи от мечи лапи, които указват посоката. По тях се достига до едно мечо леговище и гнездо на скален орел. Преминава се и покрай водопад. Навсякъде има информационни табели за растителните и животински видове в района. Само в тази част на Пирин планина – от връх Вихрен до Предела – върху варовиковите скали се среща еделвайс. Абсолютно забранено е късането, скубането и брането на всички цветя и билки.[27][28]

## Други
- Кухня: Банска капама, чобански шиш, чомлек, агнешки специалитети – чеверме, дреболии, домашни питки и погачи, катино мезе, бански кустурета – с кажель и чекане, дропка, сменка, бански старец (бабичка), кървавица и шужук, шупла, целуварчи, црекульчи, кукурини, суловра, катък, собствени овчи млека – най-често гарнирани с мед и боровинки, баници, бурек.
- На Банско е наречена улица в квартал „Факултета“ в София (Карта).

## Личности
Банско е традиционно второто икономическо и културно средище в Разлога, дало много от големите имена на българската нация като църковния деец Неофит Рилски, първобудителя Паисий Хилендарски и комунистическия поет Никола Вапцаров.